# Motojirō Kajii
Motojirō Kajii (梶井 基次郎, Kajii Motojirō, 17 février 1901 - 24 mars 1932) est un écrivain japonais de l'Ère Shōwa. Kajii fut peu connu pendant sa courte vie, mais ses œuvres furent louées par Kawabata et sont aujourd'hui très connues et appréciées des Japonais, particulièrement les nouvelles Le Citron, Sous les cerisiers, et Jours d'hiver (Lemon ou Remon, Sakura no ki no shita ni wa, et Fuyu no hi).

## Biographie
Motojirō Kajii est né à Osaka en 1901. Il fait ses études primaires à Tōkyō de 1909 à 1911, passe ses années collégiennes à Toba de 1911 à 1914, et lycéennes à Osaka de 1914 à 1919. En septembre 1919 il est accepté au célèbre Kyōto-Sanko. Il découvre qu'il a une tuberculose pulmonaire en 1920. 
En 1924 il va à l'Université impériale de Tokyo, y étudiant la littérature anglaise. Il y crée un magazine littéraire, Aozora (青空, « Ciel bleu ») avec quelques amis de ses années lycéennes. En 1925 il y publie Lemon (Remon). De 1927 à 1928 il va à Yugashima, sur la péninsule d'Izu, pour y soigner sa maladie. Il visite le célèbre écrivain Yasunari Kawabata et en devient ami, jouant au go avec lui plusieurs fois par semaine, et l'aidant à corriger les épreuves de son recueil de nouvelles La Danseuse d'Izu. Après la dissolution d'Aozora en 1927 il publie ses nouvelles dans un autre magazine littéraire, Bungei Toshi (文芸都市, « La ville littéraire »).
En septembre 1928 il retourne à Osaka. En mai 1931 ses amis Tatsuji Miyoshi et Ryūzō Yodono, voyant qu'il n'était pas loin de la mort, décident de publier son premier livre, Lemon (Remon), un recueil de ses dix-huit nouvelles. En 1932, il écrit son dix-neuvième et dernier texte, Nonki na kanja (litt. « Le malade insouciant », une longue nouvelle ou un bref roman), publiée dans le prestigieux magazine Chūōkōron qui lui en avait passé la commande.
Kajii meurt le 24 mars 1932 de tuberculose pulmonaire. Il avait 31 ans. Il est enterré au temple Jōkoku-ji d'Osaka.

## Œuvre
Ses œuvres ont laissé de modestes traces dans la culture japonaise : sa nouvelle Le Citron étant souvent incluse dans les textes pour lycéens, beaucoup d'adolescents ont imité le protagoniste de l'histoire en déposant un citron dans un grand magasin,. La première phrase de sa nouvelle Sous les cerisiers, « Sous les cerisiers sont enterrés des cadavres ! » (桜の樹の下には屍体が埋まっている！, Sakura no ki no shita ni wa shitai ga umatte iru!) est souvent citée par les Japonais à propos de la contemplation des cerisiers en fleurs du hanami.
Kajii a été influencé par Charles Baudelaire, Natsume Sōseki, Jun'ichirō Tanizaki, Naoya Shiga, Haruo Satō, Matsuo Bashō, Heinrich Heine, Jules Laforgue, James Joyce, et Franz Kafka. Il a lui-même influencé le mangaka Yoshiharu Tsuge

## Prose
Les histoires de Kajii décrivent généralement les sentiments et tourments intérieurs de doubles peu déguisés de l'auteur.
Le Citron (1925), nouvelle éponyme du recueil, montre un jeune neurasthénique qui commet l'équivalent d'un attentat esthétique (pour le Japon extrêmement policé de l'époque) en déposant un citron au rayon livres d'art du fameux grand magasin Maruzen (une sorte de Galeries Lafayette japonaises) ; ce défi de dandy a inspiré de nombreux Japonais à faire de même :

« Pour tout dire, j'aime les citrons. J'aime leur couleur pure, comme celle de la peinture lemon yellow durcie, sortie de son tube, j'aime leur forme fuselée, et leur taille ramassée. [Il entre chez Maruzen et a l'inspiration subite de déposer le citron au sommet d'une pile de livres d'art.] Soudain, j'eus une seconde idée, celle d'un complot bizarre qui m'effara plutôt : Laisser cela tel quel et sortir comme si de rien n'était. Je me sentais singulièrement émoustillé : “Je sors ? Bon, allons-y !” et je sortis avec précipitation. Cette singulière sensation me fit sourire dans la rue. Si j'étais un malfaiteur diabolique venu placer une terrifiante bombe couleur d'or sur les étagères de Maruzen, et s'il y avait dans dix minutes une grande explosion partie du rayon des livres d'art, comme ce serait drôle ! »

— (trad. Kodama de Larroche)
Sous les cerisiers (1927) est un bref texte de quatre pages décrivant les ruminations morbides d'un suicidaire, s'ouvrant sur un passage devenu proverbial au Japon :

« Sous les cerisiers sont enterrés des cadavres ! Il faut s'en persuader. Sinon, n'est-il pas incroyable que les cerisiers fleurissent si splendidement ? J'étais inquiet, ces jours-ci, parce que je ne pouvais croire en cette beauté. Mais maintenant j'ai enfin compris : sous les cerisiers sont enterrés des cadavres ! Il faut s'en persuader. »

— (trad. Kodama de Larroche)
Jours d'hiver (1927) est la longue chronique mélancolique des derniers jours du jeune tuberculeux Takashi, jusqu'à sa conclusion inévitable :

« Dans le ciel d'une transparence bleutée, les nuages flottants s'embrasèrent magnifiquement les uns après les autres. Ce feu se propagea bientôt jusqu'au fond du cœur insatisfait de Takashi. “Pourquoi un instant si beau est-il si court ?” Jamais il n'avait eu à ce point le sentiment de la fragilité des choses. Les nuages embrasés commencèrent à s'éteindre les uns après les autres. Il ne pouvait plus avancer. “Cette ombre qui emplit le ciel, je me demande quel endroit du monde elle va assombrir. À moins que j'aille sur les nuages là-bas, aujourd'hui encore, je ne pourrai plus voir le soleil.” Subitement, une grande fatigue s'appesantit sur lui. Au coin de la rue inconnue de ce quartier inconnu, son cœur ne s'éclaira plus. »

— (trad. Kodama de Larroche)

### Éditions originales
Nouvelles
Publiées en magazines littéraires. Pour celles non traduites, une indication littérale du titre est donnée entre guillemets. En ordre chronologique.
1. Le Citron (檸檬, Lemon (Remon)?, janvier 1925)
2. « Dans la ville du château » (城のある町にて, Shiro no aru machi nite?, février 1925)
3. « Le bourbier » (泥濘, Deinei?, juillet 1925)
4. « Sur la route » (路上, Rojō?, octobre 1925)
5. « Aesculus turbinata » (橡の花, Tochi no hana?, novembre 1925)
6. « Le passé » (過古, Kako?, janvier 1926)
7. « Après la neige » (雪後, Setsugo?, juin 1926)
8. « Variations sur le thème du quatrième recueil de nouvelles de Yasunari Kawabata "Love Suicides" » (川端康成第四短篇集「心中」を主題とせるヴアリエイシヨン, Kawabata Yasunari Dai-yon tanpen-shu "Shinjū" wo Shudai to seru Variation?, août 1926)
9. « Paysage intérieur » (ある心の風景, Aru kokoro no fūkei?, août 1926)
10. L'Ascension de K ou la Noyade de K (Kの昇天 – 或はKの溺死, K no shōten, aruiwa K no dekishi?, octobre 1926)
11. Jours d'hiver (冬の日, Fuyu no hi?, février, avril 1927)
12. «Ciel bleu» (蒼穹, Sōkyū?, mars 1928)
13. Histoire de la conduite d'eau (筧の話, Kakei no hanashi?, avril 1928)
14. Hallucinations instrumentales (器樂的幻覺, Kigakuteki-genkaku?, mai 1928, décembre (réenregistrement))
15. « Mouches d'hiver » (冬の蠅, Fuyu no hae?, mai 1928)
16. «Une émotion sur la falaise» (ある崖上の感情, Aru gake-ue no kanjō?, juillet 1928)
17. Sous les cerisiers (櫻の樹の下には, Sakura no ki no shita ni wa?, décembre 1928)
18. Caresses (愛撫, Aibu?, juin 1930)
19. « Le tableau de l'obscurité » (闇の繪巻, Yami no emaki?, septembre 1930)
20. Accouplements (交尾, Kōbi?, janvier 1931)
21. « Le malade insouciant » (のんきな患者, Nonki na kanja?, janvier 1932)

Livres
- 1931. Le Citron (檸檬, Lemon (Remon)?), recueil des histoires 1 à 18
Posthumes
- 1934. « Œuvres complètes 1-2 » (梶井基次郎全集 (上・下巻), Kajii Motojirō zenshū (Jōge-kan)?), dir. Takao Nakatani, Ryūzō Yodono. Rokuhō Shoin

- 1947. « Œuvres complètes 1 » (梶井基次郎全集 (第1卷), Kajii Motojirō zenshū. Dai 1-kan?), dir. Ryūzō Yodono. Kyōtō, Kōtō Shoin
- 1948. « Œuvres complètes 2 » (梶井基次郎全集 (第2卷), Kajii Motojirō zenshū. Dai 2-kan?), dir. Ryūzō Yodono. Kyōtō, Kōtō Shoin
- 1955. « Lettres d'un jeune poète » (若き詩人の手紙, Wakaki shijin no tegami?, correspondance), dir. Ryūzō Yodono. Kadokawa Shoten
- 1959. « Œuvres completes, edition définitive 1-3 » (決定版 梶井基次郎全集 (全3卷), Kettei-ban Kajii Motojirō zenshū. Zen 3-kan?), dir. Ryūzō Yodono, Takao Nakatani. Tokyo: Chikuma Shobō. Réimpression 1966.
- 1999-2000. « Œuvres complètes 1-3 et supplémentaire » (梶井基次郎全集 (全3＋別卷), Kajii Motojirō zenshū. Zen 3-kan＋bekkan?), dir. Sadami Suzuki, Tokyo: Chikuma Shobō.

### Éditions en français
Monographies
- 1987. Les Cercles d'un regard : le monde de Kajii Motojirô (trad. Christine Kodama de Larroche), Paris, éd. Maisonneuve et Larose, coll. « Bibliothèque de l'Institut des hautes études japonaises »,  (ISBN 978-2-7068-0932-3) — Traduction partielle du recueil Lemon (histoires 1, 8-11, 13, 16, 18). Rééd. en 1996 chez Picquier.
- 1996. Le Citron : nouvelles (trad. Christine Kodama de Larroche), Arles, éd. Philippe Picquier, coll. « Picquier poche » n° 53,  (ISBN 978-2-87730-277-7) — Traduction partielle du recueil Lemon (histoires 1, 8-11, 13, 16, 18). Rééd. du Maisonneuve-Larose de 1987.

Anthologies
- 1986. Anthologie de nouvelles japonaises. Tome I, 1910-1926 : Les Noix, La Mouche, Le Citron et dix autres récits de l'époque Taishô, dir. groupe Kirin, éd. Le Calligraphe (rééd. 1991, 1998, éd. Philippe Picquier, coll. « Picquier poche » n° 102,  (ISBN 2-87730-408-6)) — Contient la nouvelle Le Citron (trad. Christine Kodama de Larroche).
- 1986. Anthologie de nouvelles japonaises contemporaines [tome I], éd. Gallimard, coll. « Du monde entier »,  (ISBN 2-07-070722-9) — Contient la nouvelle Caresses (trad. Christine Kodama de Larroche).

## Sources
- (en) Cet article est partiellement ou en totalité issu de l’article de Wikipédia en anglais intitulé « Motojirō Kajii » (voir la liste des auteurs).
- (fr) Kajii, Motojirō (1996). Le Citron : nouvelles (trad. Christine Kodama de Larroche), Arles, éd. Philippe Picquier, coll. « Picquier poche » n° 53,  (ISBN 978-2-87730-277-7) — Contient une biographie p. 7-18 et une présentation du recueil p. 19-22.
- (en) Matsuoka, Tatsuya (2005). An Encounter with Kajii Motojiro (via WebCite), JLLP (Japanese Literature Publishing Project), Tōkyō, Japanese Literature Publishing and Promotion Center (Agence pour les Affaires culturelles) — Version en anglais de « cette notice en japonais »(Archive.org • Wikiwix • Archive.is • Google • Que faire ?).